# Pola and Roïd
 (juillet 2019).
Si vous disposez d'ouvrages ou d'articles de référence ou si vous connaissez des sites web de qualité traitant du thème abordé ici, merci de compléter l'article en donnant les références utiles à sa vérifiabilité et en les liant à la section « Notes et références ».
Pola and Roïd est un manga de 43 planches d'Akira Toriyama publié dans Weekly Shōnen Jump #17 et édité dans Akira Toriyama Histoires Courtes volume 1 par Glénat en 1994.

## L'histoire
Un chauffeur de taxi spatial appelé Roïd rencontre une jeune fille, Pola, justicière galactique. Pola a besoin d'un taxi pour rentrer chez elle. Ils seront confrontés à de nombreux monstres comme un lézard géant ou un crabe géant et devront combattre aussi l'empereur Gagambo et des extra-terrestre à tête de cul.

## Analyse
Malgré le succès grandissant de Dr Slump, Akira Toriyama s'essaye dans Pola and Roïd qui fait bien sûr référence à la célèbre firme de photos instantanées. En plus d'une galerie de personnages toujours plus originaux, on retrouve les extraterrestres à têtes de cul et Pola se transforme en Aralé, deux références à Dr Slump. Un scénario dans la plus pure tradition des histoires loufoques de Toriyama : scatologique et absurde, action et humour. Cette histoire, publiée en mars 1981, Toriyama l'a dessinée après avoir été élu dans les 10 meilleurs auteurs de mangas du magazine Shōnen Jump. Après ces élections, les auteurs doivent réaliser un épisode spécial d'environ 45 planches. Dessinée au feutre et non plus à la plume, cette histoire gagna le « Readers' Award » et Toriyama, lui, gagna un voyage en Suisse. Quelques années après ses concours de débutants ratés, Toriyama a enfin pu prendre sa revanche.